# 中村修 (取手市長)
中村 修（なかむら おさむ、1962年（昭和37年）2月17日 - ）は、日本の政治家。茨城県取手市長（1期）。

## 来歴
茨城県取手市出身。茨城県立藤代高等学校卒業。取手市で建材店の代表を務め、取手市スポーツ協会会長、取手市子ども会育成連合会副会長、取手リトルシニア野球協会会長、常総少年野球連盟会長、取手市商工会理事を歴任する。2004年（平成16年）から取手市議会議員を3期務める。2013年（平成25年）から茨城県議会議員（自由民主党）を4期務める。2023年（令和5年）3月取手市長選挙に立候補を表明。4月の選挙で自民党と国民民主党の推薦を受け、共産党推薦の元市議を破って初当選した。